# IJle kropaar
IJle kropaar of slappe kropaar (Dactylis glomerata subsp. lobata, synoniem: Dactylis polygama) is een overblijvende plant die behoort tot de grassenfamilie. De soort komt van nature voor in Europa. IJle kropaar en (gewone) kropaar worden door sommige auteurs als dezelfde soort gezien. Het aantal chromosomen is 2n = 14.
De plant wordt 30–100 cm hoog en vormt wortelstokken. De slappe stengels zijn lichtgroen en vrij dun. De groene, slappe bladeren zijn 3–6 mm breed en glad of iets ruw. Het tongetje is tot 5 mm lang en min of meer driehoekig. Het heeft tot 0,1 mm lange haren en geen of een tot 0,2 mm lange stekelpunt.
IJle kropaar bloeit van juni tot in augustus met overhangende bloeiwijzen, die voor en na de bloei zijn samengetrokken. De 6–12 cm lange bloeiwijze is een eenzijdige pluim met weinig vertakkingen. Het aartje heeft vijf of zes bloemen. De witachtige, doorschijnende kelkkafjes hebben op de kiel tot 0,1 mm lange haren. Het spitse of smal afgeronde onderste kroonkafje is kaal en alleen op de bovenste helft kort gewimperd. Het heeft een korte kafnaald. De meeldraden zijn 1,5–2 mm lang.
De vrucht is een 3,5–4 mm lange graanvrucht.

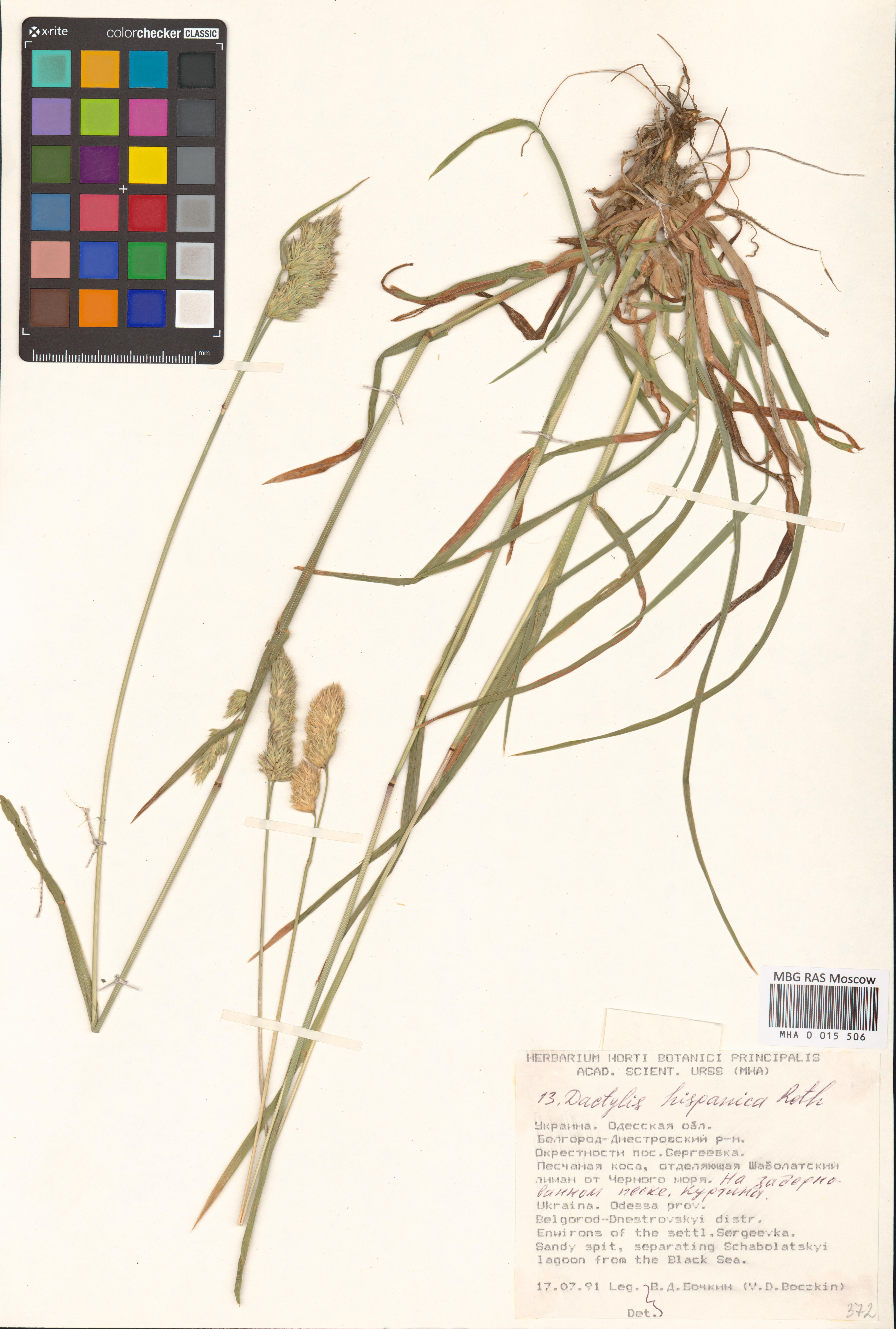
Herbariumexemplaar
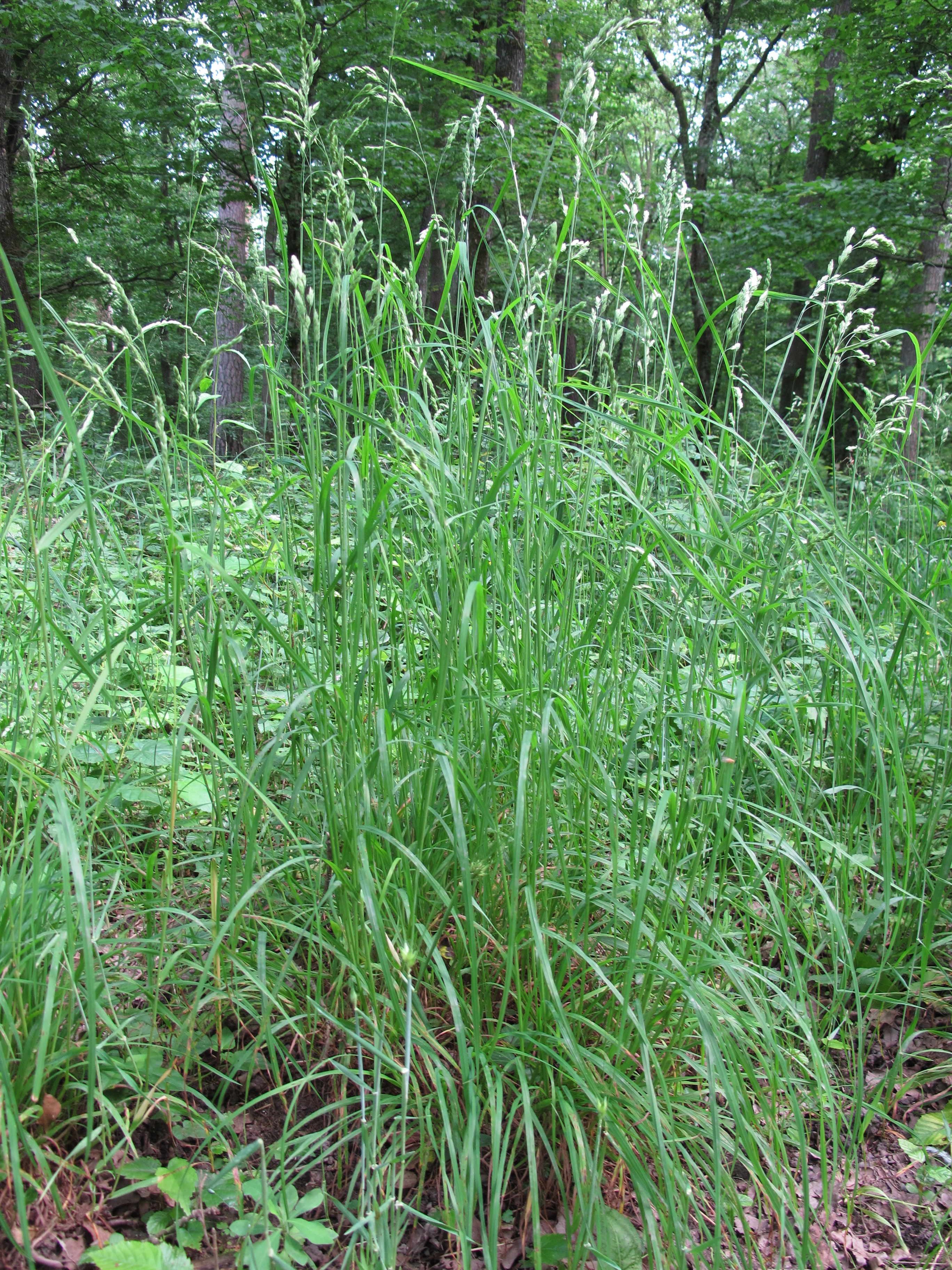
Planten
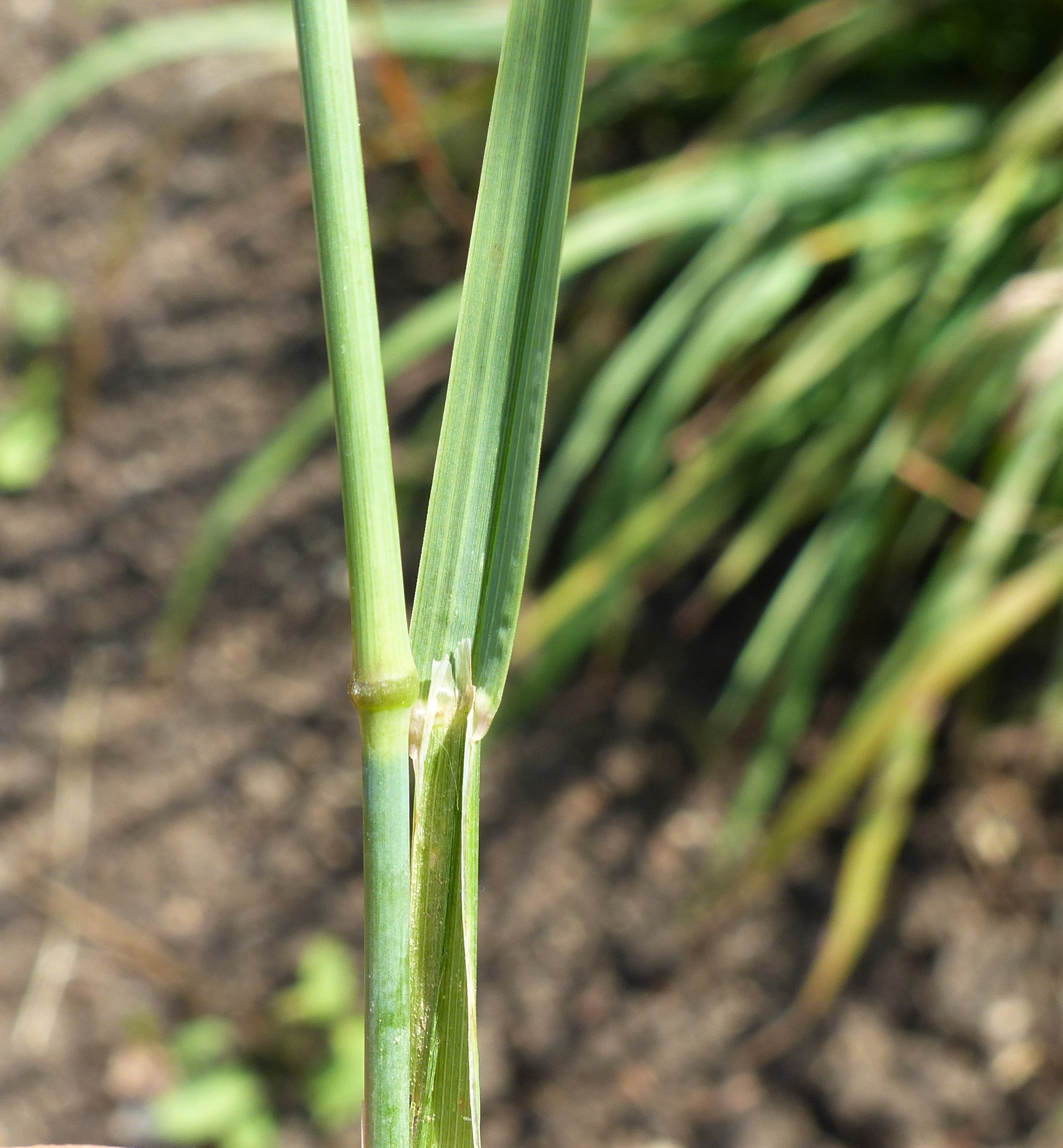
Tongetje
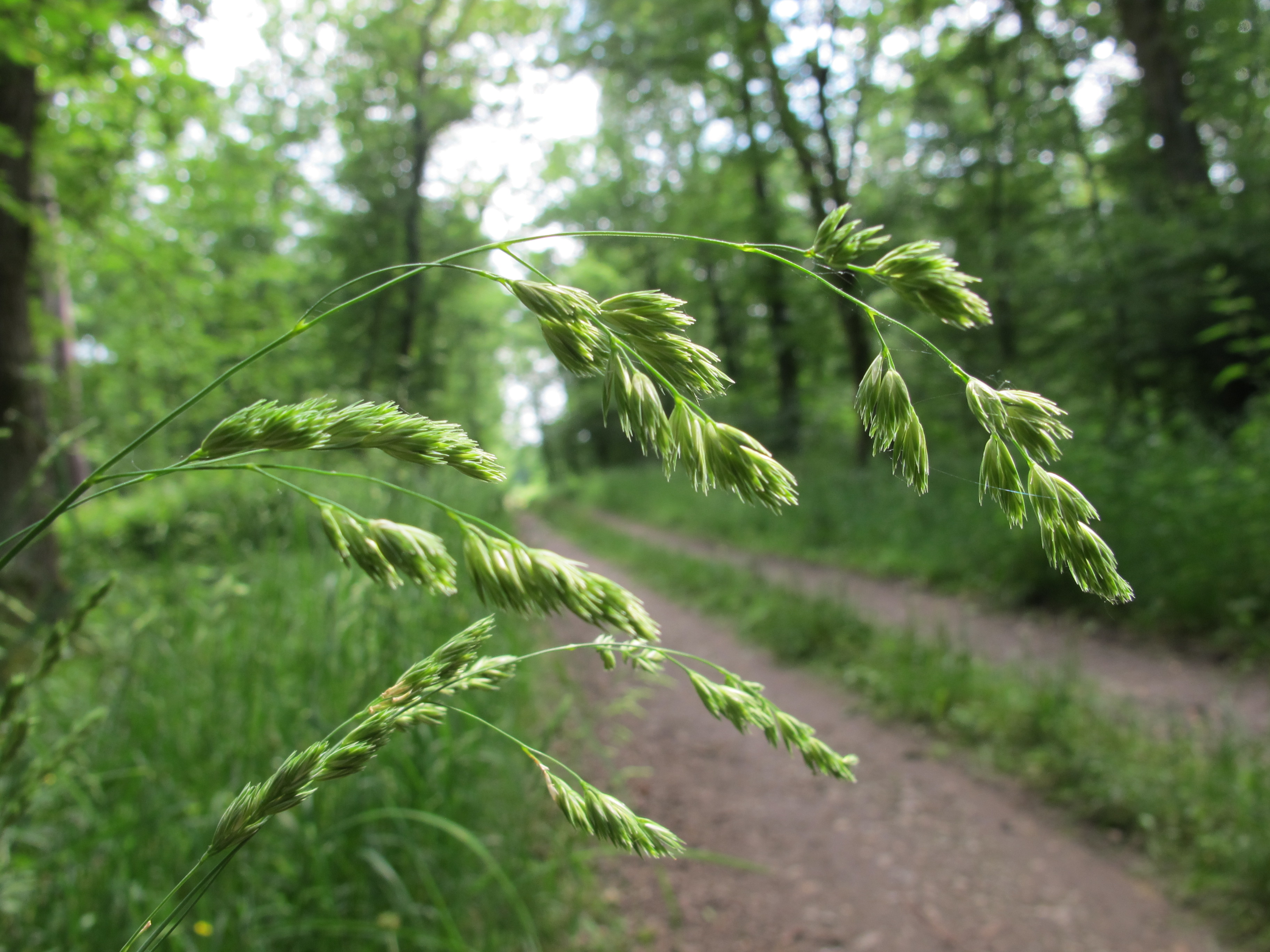
Bloeiwijze
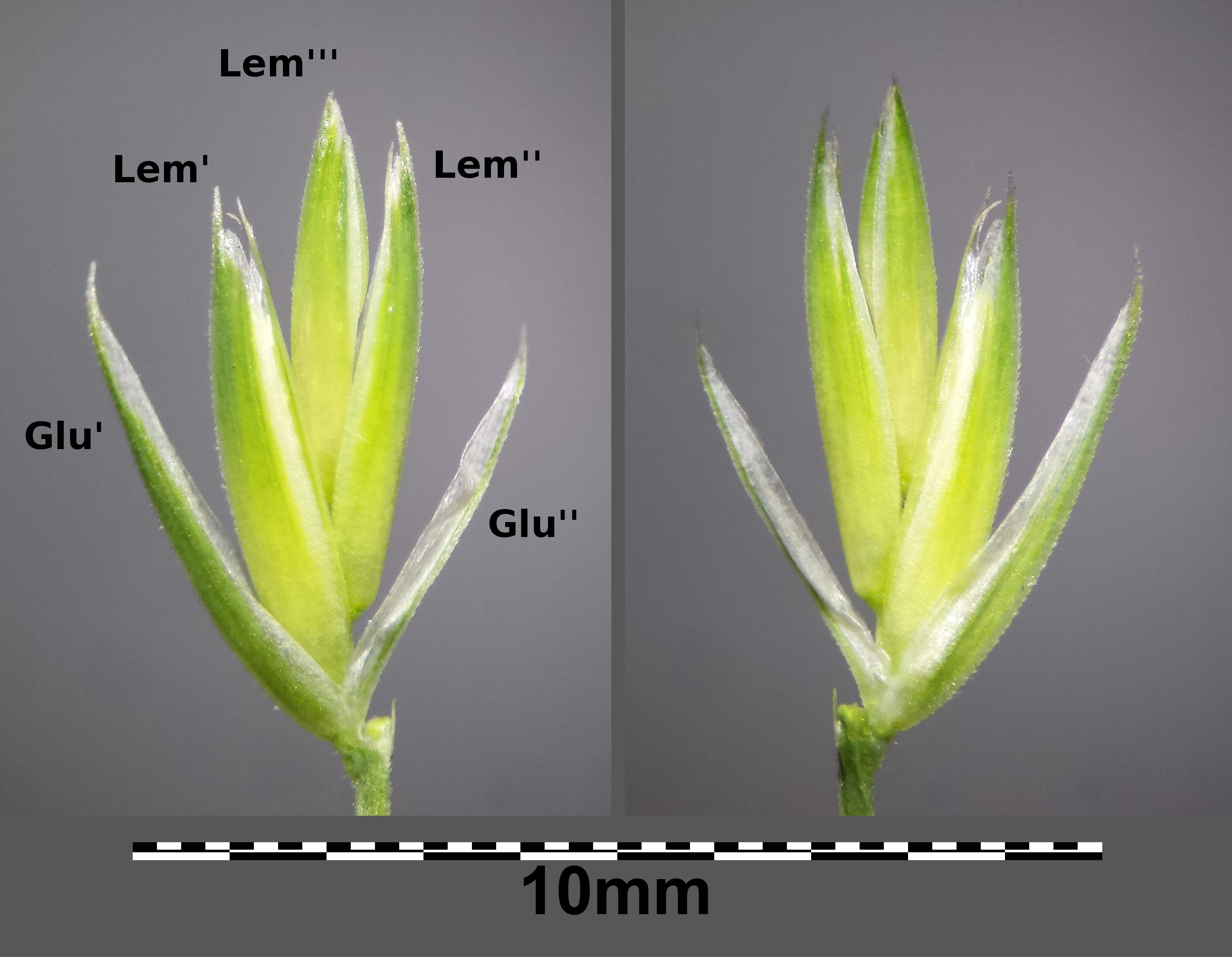
Aartje
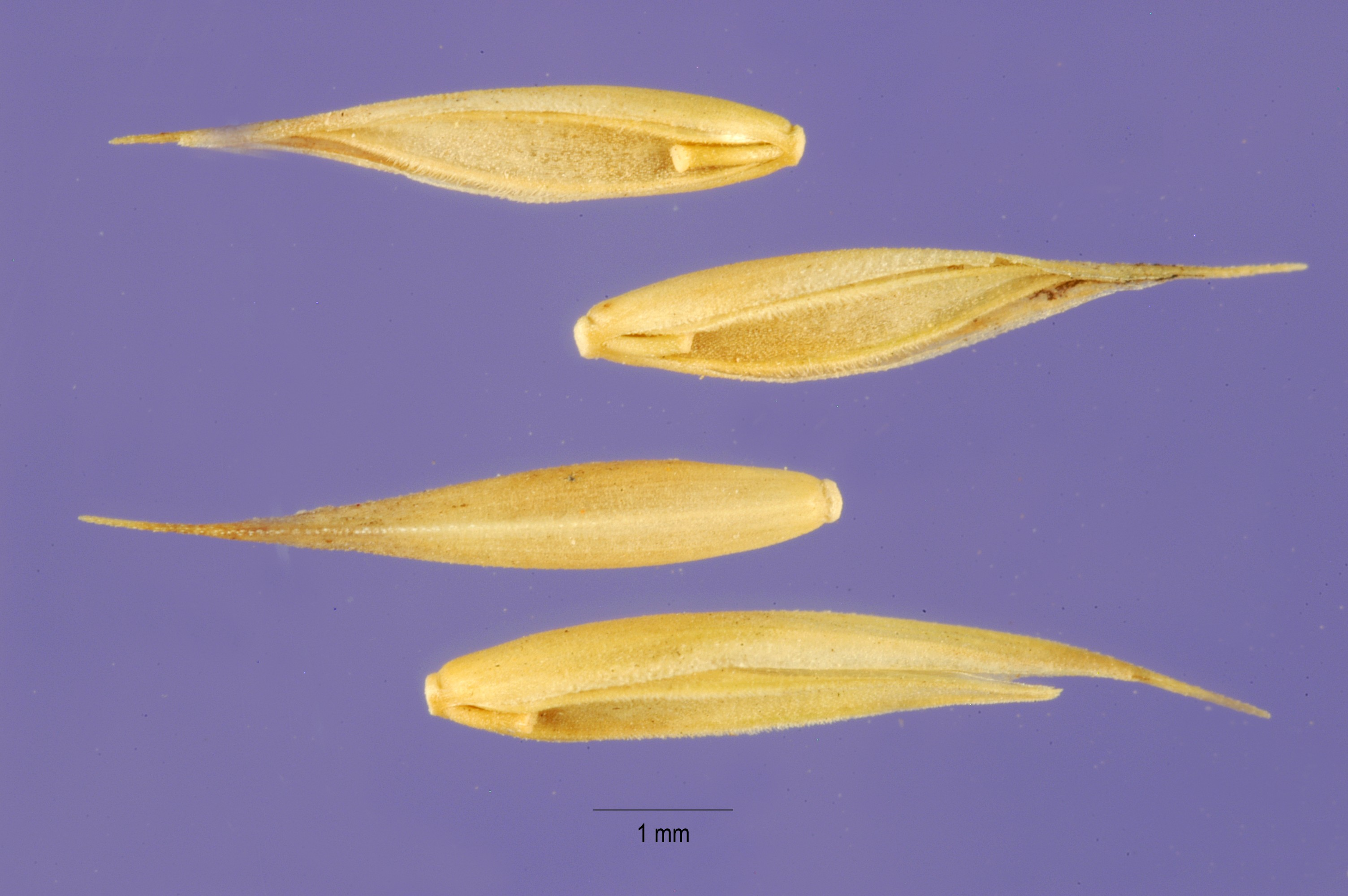
Vruchten

IJle kropaar komt voor in hellingbossen op vochtige, voedselrijke grond.